# Fordicidia robusta
Fordicidia robusta är en insektsart som beskrevs av William Lucas Distant 1917. Fordicidia robusta ingår i släktet Fordicidia och familjen Derbidae. Inga underarter finns listade i Catalogue of Life.